# エンシトレルビル
エンシトレルビル（英: Ensitrelvir、コード名: S-217622、商品名: ゾコーバ (英: Xocova)）とは、塩野義製薬（以下、シオノギ）が開発した新型コロナウイルス感染症(COVID-19)のうち、軽症、中等症の患者を対象とする経口抗ウイルス薬である。
経口活性型の3C様プロテアーゼ阻害剤として作用する。

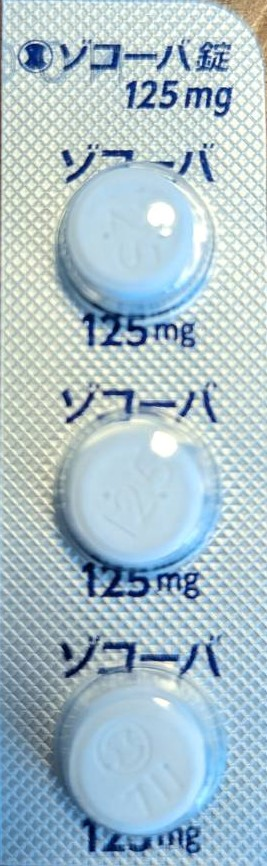
ゾコーバ。ブリスターパック。

## 概要
新型コロナウィルス感染症を対象とした経口治療薬であり、患者に投与することで体内のコロナウィルスの量が減少すること、風邪症状が快方するまでの期間が1日短縮する効果が確認されている。
同様の既存薬としてはファイザーのパキロビッドが存在するが、日本の厚生労働省はその使用に重症リスクの高い患者にのみ使用を許可するという強い規制をかけており、ゾコーバは軽症患者にも使用が許可される初の経口タイプのコロナ治療薬と位置づけられる。

効果以外の面でのゾコーバという薬の特色としては、初の国産の経口タイプのコロナ治療薬である、という点が大きく着目されている。
医薬品の緊急承認制度の第一号であり、日本政府からの期待も非常に高く、日本政府はゾコーバが承認試験をクリアする前から100万人分の購入契約を結ぶなど既定路線を隠さなかった。
NHK等マスコミからも「医療現場から望まれた薬」「ゲームチェンジャーが現れた」などと称賛の声が並び、政府内からも加藤勝信・厚生労働大臣は「国産の薬剤であり、安定供給が可能で今後のコロナ対策で有力な選択肢になる」とし、岸田文雄総理大臣も「こうした飲み薬（ゾコーバ）が普及することがウィズコロナへの移行を推進することを期待する」との旨を述べた。
日本薬剤師会の山本信夫もゾコーバの承認に祝いの言葉を寄せている。
その一方で2022年6月の審査では有意な結果を示すことに失敗し承認見送りとなった後に、追加データを提示し一転承認されるという異例の承認プロセスを経たことから、薬剤としての有効性および医薬品緊急承認プロセスの妥当性に関して主に医療従事者からの批判と議論がある（#批判）。
2023年3月8日、厚生労働省はゾコーバを同月15日より公的医療保険適用とすることを承認した。

## 効果
発症から3日以内に服用することで発熱、鼻水、のどの痛み、せき、倦怠感などの風邪症状が現れてから改善されるまでの期間を24時間短縮する（通常8日間とされるものを7日間に短縮する）。
重症化予防効果は確認されていない。

## 投与制限

### 使用禁忌
- 妊婦、また避妊の徹底（動物実験で胎児の催奇形性の確認）
- 授乳婦（乳汁への移行）
- 腎機能障害患者（現時点で臨床試験の未実施）
- 肝機能障害患者（現時点で臨床試験の未実施）
- 小児（現時点で臨床試験の未実施）

### 併用禁忌および併用注意されている薬剤
30種類以上の薬が併用禁忌および注意に指定されている。
高脂血症治療薬、狭心症治療薬、心不全治療薬、高血圧治療薬、がん治療薬、睡眠導入剤、抗てんかん薬（フェニトイン）、統合失調症治療薬、セント・ジョーンズ・ワートといったハーブ類など。

## 供給
日本政府はゾコーバが承認される前の2022年3月時点で100万人分のゾコーバ購入契約をシオノギと交わしている。
また当面の間はパキロビッドと同様に一般流通は許可されず、厚生労働省が全量を確保した上で医療機関からの要請に応じる形で提供される。この際審査が設けられ、厚生労働省の定める基準を満たした場合のみ提供される。またパキロビッドの処方実績のある医療機関が優先される
。

## 薬価
パキロビッドやベクルリーなどの同系列の薬剤の薬価から、一人当たり数万円程度になると推定されていたが、2023年3月の公的医療保険適用承認で治療1回分（5日間）で51851.8円（1錠あたり7407.4円）とされた。また、年間の推計販売額が3,000億円を超えた場合、迅速に価格を3分の1に引き下げる特例措置が適用されることも決まった。

## 批判

### 薬としての価値
パキロビッドという有効な既存薬があること、パキロビッドと比較してゾコーバには重症化予防効果がないこと、リスクに対しベネフィットが少ないこと、薬価が高いこと、厚生労働省がパキロビッドの処方に制限をかけていること、軽症者がゾコーバのために来院することで医療リソースをさらに圧迫することなどが主に医療従事者から批判され、審議会でも委員からこうした点を挙げて強く反対意見が上がっていた(#承認についての議論)。
また埼玉医科大学総合医療センター総合診療内科教授の岡秀昭は、マスコミがゾコーバをコロナ対策の「ゲームチェンジャー」(事態を打開する物)として扱っていることに対し、それは根拠のない期待であり過熱報道であると注意喚起をしている。

### 承認プロセスの妥当性
審査前から有力議員がSNSなどで強力に後押しし、緊急承認が見送りになった際は日本感染症学会と日本化学療法学会が利益相反（COI）があることを明らかにせず、承認するよう提言を出すなど、承認プロセスの妥当性に関して批判の声が上がった。
2022年2月4日、自民党の甘利明前幹事長が、自身のツイッターに、シオノギが開発中のワクチンと治療薬（ゾコーバ）の治験報告に来たことを明かし、「日本人対象の治験で副作用は既存薬より極めて少なく効能は他を圧している｡外国承認をアリバイに石橋を叩いても渡らない厚労省を督促中だ」とツイートし、承認前の医薬品の広告禁止を定めた医薬品、医療機器等の品質、有効性及び安全性の確保等に関する法律（薬機法）に違反するという声や、薬事承認を巡り厚労省が不当な政治圧力を受けかねないとして炎上した。
2022年9月2日、7月20日の審議において主要評価項目を達成していないことを受け緊急承認が見送られたことに関して、日本感染症学会と日本化学療法学会の両学会理事長名で、厚生労働大臣に対してゾコーバの緊急承認を求める「提言」を行い、批判の声が上がった。提言では当初、利益相反（COI）を隠していたことも問題にされた。
薬害オンブズパースン会議は緊急承認制度の妥当性や、試験結果の統計的有意差に疑問を呈する形でゾコーバの緊急承認を批判する声明文を発表した。
医薬品業界の業界紙である日刊薬業では、ゾコーバの事例を挙げ、緊急承認制度に改善の余地があることを指摘している。
承認プロセスのうち最終段階に当たる合同会議(審査)は一般公開されており、それを視聴した東京大学の小野俊介准教授(薬学)は「議論が尽くされておらず機能していない」と指摘し、運用見直しを提言している。

### シオノギの説明
シオノギの社長である手代木功は、こうした批判を把握しており、その上でゾコーバを「100点満点ではないがいい薬」であるとして今後の評価に自信を示している。
ゾコーバはあくまでも抗ウィルス薬であり、既存薬であるラゲブリオ、パキロビッドと比較してもウイルス量の低下能力は負けていないことを強調した。
また、今後は一般流通への移行について努力する他、臨床データの蓄積を進め、急性症状に対する治療薬としてだけでなく、抗ウイルス薬としてコロナ後遺症の治療にもつなげたいと展望を語っている。

## 緊急承認

### 承認過程
第III相臨床試験中に条件付き早期承認制度を利用し、2022年2月25日に、同年5月の緊急承認の適用を希望して、承認申請された。エンシトレルビルは、承認されれば、国産初の軽症・中等症患者向けのCOVID-19服用薬となるため期待された。2022年7月20日、薬事・食品衛生審議会薬事分科会と医薬品第二部会は、エンシトレルビルについて、現行の申請データでは緊急承認制度が適用される「有効性の推定」の条件を満たせないと判断し、全会一致で継続審議とすることを決定し、シオノギから提出される第III相試験成績の結果を踏まえ、改めて審議を行う方針とした。
2022年9月28日、シオノギは、第Ⅲ相臨床試験の結果を公表し、主要評価項目、副次評価項目ともに「統計的に有意な症状改善効果が確認された」と発表した。同時に同月27日に、厚生労働省と医薬品医療機器総合機構（PMDA）に同試験の速報の結果を共有し、エンシトレルビルの審査・審議に向けた両組織との協議を開始したことを明らかにした。
2022年11月22日、厚生労働省の薬事・食品衛生審議会の薬事分科会と医薬品第二部会の合同部会がエンシトレルビルの緊急承認を認めた。PMDAは「現時点での結論であることに留意する必要はある」と断りつつも、「有効性を有すると推定するに足る情報は得られた」と結論づけた。同剤は、COVID-19の重症化リスク因子のない患者に投与可能な初の経口治療薬となった。

### 承認についての議論
承認審議会では委員の一人が緊急承認制度の適用要件に「当該医薬品の使用以外に適当な方法がないこと」とあるのに対し、新型コロナウイルスに対する経口薬としては「ラゲブリオ」と「パキロビッドパック」がすでに承認されていることを指摘。パキロビッドパックは政府が200万人分を確保したが、5万6000人への投与にとどまっていることなどから、「既にある薬の使い方をしっかり指導するべき。代替の薬はある」と主張し反対を表明した。これに対して厚労省は、同剤は承認されれば初の国産経口薬となることから、既に承認された薬剤と比べ安定した生産・供給が見込める点で代替の薬剤はないという認識を示した。

## 臨床試験結果
第Ⅲ相試験は、2022年2月～2022年7月まで日本と韓国、ベトナムの12歳以上70歳未満の軽症から中等症のコロナ患者1821人を対象に実施された。第Ⅲ相試験の主要評価項目は、「発症から72時間未満に割付された患者集団における、オミクロン株流行期に国内で共通してみられる特徴的な5症状の消失までの時間」とされた。エンシトレルビルを1日1回、5日間服用したグループと偽薬を服用したグループに分け、症状の改善効果を調べた。結果、エンシトレルビルを服用したグループでは、せきやのどの痛み、鼻水・鼻づまり、倦怠感、発熱・熱っぽさの五つの症状がなくなるまでの時間がおよそ24時間短縮した（p値=0.04）。症状消失までの時間の中央値は、本剤の申請用量投与群では167.9時間、プラセボ群では192.2時間であった。副次評価項目に設定した「投与4日目（3回投与後）のベースラインからのウイルスRNA変化量」についても、プラセボ群と比較して有意な抗ウイルス効果が示された（プラセボ群と比較して1.4log10 copies/mL以上、p値<0.0001）。

## 歴史
- 2022年
  - 2月25日：条件付き早期承認制度を利用し、承認申請[35]。
  - 6月22日：薬事・食品衛生審議会医薬品第二部会では承認が見送られ継続審議の判断[42]。
  - 7月20日：薬事・食品衛生審議会薬事分科会と医薬品第二部会で再度継続審議の判断[36]。
  - 9月16日：シオノギのグループ企業である平安塩野義（香港）有限公司が韓国製薬大手イルドン・ファーマシューティカルズと、新型コロナウイルス感染症治療薬「エンシトレルビル」の韓国での緊急使用に向けたライセンス契約を締結したと発表した[43]。契約を結んだ韓国のイルドンは韓国当局への緊急使用許可の申請と、承認された場合に韓国政府との販売交渉を担う[43]。
  - 9月28日：第Ⅲ相臨床試験の結果公表[38]。
  - 10月4日：シオノギがスイスに本部を置く公衆衛生機関「医薬品特許プール（MPP）」とエンシトレルビルを低中所得国に広く提供するためのライセンス契約を締結したと発表した[44]。MMPが後発医薬品メーカーにエンシトレルビルの生産・供給のサブライセンスを与えることで、117カ国に供給することが可能になる[44]。シオノギは世界保健機関(WHO)が新型コロナの感染拡大について緊急事態を宣言している期間、契約の対象国での売り上げに対する特許権料を放棄する[44]。
  - 10月11日：発症者の同居家族を対象とした予防効果を確認する試験を2022年12月、6～12歳未満の軽症・中等症の小児対象試験を2022年11月から実施することを明らかにした[45]。
  - 11月22日：厚生労働省の審議会で、「有効性が推定される」と評価して使用を認めることを了承し、厚生労働省が承認した[46]。2022年月に医薬品医療機器法改正で創設された緊急承認制度適応第1号となった[41]。
- 2023年
  - 2月22日：シオノギは第3相治験に参加した人の6カ月間の追跡調査で、のどの痛みや倦怠感などの症状が継続するリスクが、プラセボを服用した人と比べて45%減少したと発表した[47]。感染初期にウイルスを減らすことが、後遺症のリスク低減につながる可能性があるとしている[47]。
  - 3月8日：厚生労働相の諮問機関である中央社会保険医療協議会は総会で、「ゾコーバ」への公的医療保険の適用を了承した[48][49]。承認時の公定価格（薬価）は1錠約7400円で、1回の治療に掛かる費用は約5万2000円となる[48][49]。年間の推計販売額が3000億円を超えた場合、迅速に価格を3分の1に引き下げる特例措置が適用されることも決まった[49]。
  - 6月8日：シオノギが「ゾコーバ」について、厚生労働省に対し、製造販売の通常承認を申請を行った[50]。
  - 6月9日：シオノギは「ゾコーバ」について、濃厚接触者となった家族を対象にした予防効果の治験を開始[51][52]。ゾコーバを5日間投与した場合の有効性と安全性を調べる[51][52]。新型コロナ飲み薬で予防効果が確認されれば世界初で、日本、米国を中心に2200人の被験者で行う予定[52]。
  - 6月29日、シオノギは、「ゾコーバ」について、6～11歳の小児を対象とする治験を日本国内で開始[53]。
  - 9月19日、シオノギは、「ゾコーバ」について、1つの臨床研究と、1つの臨床試験（治験）の結果を発表した[54][55]。臨床研究では、「ゾコーバ」の高齢や持病などの重症化リスクが高い患者への効果が確認されたと発表した[54][55]。臨床研究は、大阪府泉佐野市にあるりんくう総合医療センターで行われ、ベクルリーを3日以上投与してもウイルス量が十分に下がらなかった患者21人を対象に実施した[54][55]。患者の平均年齢は78歳で、多くががんや腎不全などを患うなどの重症化リスクを抱えていた[54][55]。「ゾコーバ」を1日1回5日間投与したところ、14人のウイルス量が基準値以下となり、6日目までに全ての患者の症状が改善し、重症化したり死亡したりした患者はいなかった[54][55]。臨床試験（治験）では、息切れ、集中力や思考力の低下といったコロナ後遺症を1年にわたり抑える効果があることも確認したと発表した[55][56]。発症120時間以内にゾコーバを1日1回5日間投与すると、プラセボ（偽薬）を投与した患者群に比べ、後遺症が出る人の割合を25〜26%下げる効果があったという[55][56]。2023年2月に投与後6カ月後について後遺症を抑える効果があると発表していた[47][55][56]。
- 2024年
  - 3月4日：厚生労働省の薬事・食品衛生審議会医薬品第二部会が、緊急承認されているエンシトレルビルの製造販売の通常承認を了承[57][58][59]。
  - 7月29日：シオノギは、第1四半期決算説明会でコロナ治療薬として2024年7月第3週時点でシェア67.6％に達したことを明らかにした[60]。
- 2025年
  - 3月27日：シオノギはゾコーバの日本でのCOVID-19の曝露後予防の適応追加を申請したと発表[61]。
  - 4月1日：シオノギはゾコーバのCOVID-19の暴露後予防の効能・効果で、アメリカのFDAへの段階的申請を開始したと発表[62]。
  - 6月30日：シオノギは厚生労働省に6歳以上かつ体重20kg以上に範囲を拡大する用法・用量の追加申請を実施したと発表した[63][64]。また、小児患者でも簡便に服用可能な小型の錠剤（25mg錠）を、新剤型として併せて申請した[64]。
  - 7月28日：シオノギは、鳥居薬品と共同でゾコーバの国内販促を行い、2025年9月1日から開始すると発表した[65]。

## 参照項目
- EDP-235（英語版）
- ニルマトレルビル
- Tollovir（英語版）